# Sweetwater (Tennessee)
Sweetwater – miasto w Stanach Zjednoczonych, w stanie Tennessee, w hrabstwie Monroe.